# 電力系統故障
在電力系統裡，所謂的故障是指任何不正常的電流（比如短路電流或斷路）存在於電力系統中。在三相系統中，故障可能牽涉到單相、多相與地間或者相與相間之不正常電流，依其故障電流的相角變化，可分為對稱性故障與非對稱性故障。
- 對稱性故障：三相平衡故障
- 非對稱性故障：單線對地故障、雙線對地故障、線對線故障

對稱性故障的成因是在三相間同時發生短路故障，此時三相的故障電流與相位差皆相等；非對稱性故障三相之間電流的大小與相角皆不相等。三相平衡故障發生的機率並不高，但卻是最嚴重的故障類型，因為其故障電流是最大的。
當故障發生之時，電力系統保護裝置（如斷路器）將被觸發，阻絕故障之區域以減少造成的損害。